# Canarina canariensis
Canarina canariensis là loài thực vật có hoa trong họ Hoa chuông. Loài này được (L.) Vatke mô tả khoa học đầu tiên năm 1874.